# Robert Grabow

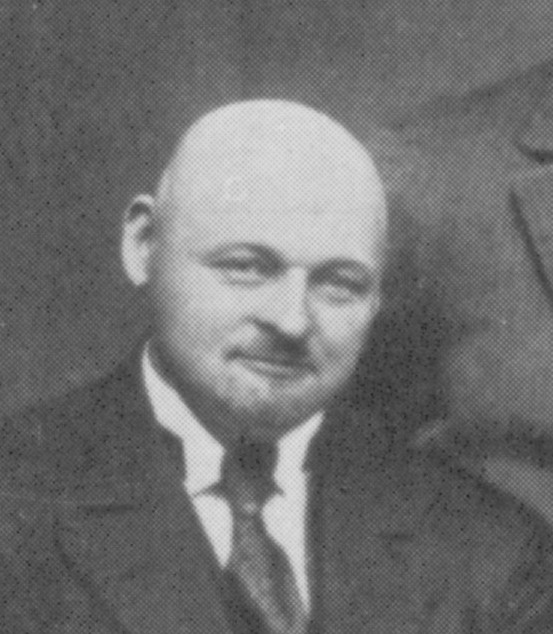
Robert Grabow, um 1930

Robert Karl Alexander Grabow (* 3. Mai 1885 in Pyritz, Hinterpommern; † 1. Mai 1945 in Rostock) war ein deutscher Politiker der DNVP.

## Leben
Grabow studierte in Berlin und Greifswald Rechtswissenschaften und promovierte zum Dr. iur. Während seines Studiums wurde er Mitglied der Berliner Landsmannschaft Guilelmia und der Landsmannschaft Silesia Greifswald.
Nach einer Verwundung als Kriegsteilnehmer des Ersten Weltkriegs war er in Stettin in der Kommunalverwaltung tätig und wurde im Januar 1918 Zweiter Bürgermeister in Memel in Ostpreußen. Ab Oktober 1919 war er dort Erster Bürgermeister und führte ab Januar 1920 die Amtsbezeichnung Oberbürgermeister.
1919 wurde er Mitglied des Provinziallandtags der Provinz Ostpreußen (das Mandat erlosch mit der Abtrennung des Memelgebietes). Von Februar bis September 1919 war er Mitglied des ersten Landesdirektoriums des inzwischen von Ostpreußen abgetrennten Memelgebietes, danach Mitglied des Staatsrates, im Januar 1926 Präsident des Wirtschaftsrates. Er vertrat Memel vor der Botschafterkonferenz in Paris im November 1922 und führte im März 1924 eine Delegation zum Völkerbundsrat nach Genf. Als Mitglied der Memelländischen Volkspartei wurde er im Mai 1926 als einer der fünf memelländischen Vertreter zum Abgeordneten im Litauischen Seimas in Kaunas gewählt.
Grabow wurde im November 1930 Nachfolger von Ernst Heydemann als Oberbürgermeister der Seestadt Rostock. Nach der Machtübernahme der Nationalsozialisten 1933 konnte er sich noch bis 1935 in dieser Stellung halten, musste aber dann dem Nationalsozialisten Walter Volgmann weichen. Einer der größten Angriffspunkte dabei scheint seine Mitgliedschaft in der Freimaurerloge gewesen zu sein. Im April wurde er auf heftigen Druck des Reichsstatthalters Friedrich Hildebrandt in den zeitweiligen Ruhestand versetzt. Kurz darauf trat er als Oberbürgermeister zurück. Wegen seiner Sachkompetenz in Verwaltungsfragen wurde er diesem jedoch als Bürgermeister beigeordnet, so dass sich Volgmann auf die Erfüllung von Aufgaben repräsentativer Art konzentrieren konnte. Im Zuge der Besetzung der Stadt durch sowjetische Truppen am 1. Mai 1945 nahm sich Grabow zusammen mit seiner Ehefrau das Leben.

## Schriften
- Steuerrechtlicher Leitfaden für die Ostgebiete, Kattowitz : Kattowitzer Buchgewerbehaus, 1941
- Die Haftung der nicht rechtsfähigen Vereine mit besonderer Berücksichtigung der Arbeitnehmerverbände, Ohlau i. Schl., 1929 [Ausg. 1933]